# Myriopholis wilsoni
Myriopholis wilsoni là một loài rắn trong họ Leptotyphlopidae. Loài này được Hahn mô tả khoa học đầu tiên năm 1978.